# 落银城
《落银城》是一款由基督山游戏开发的一款Windows平台的砍杀类角色扮演游戏。本作后被移植至PSP平台。2008年2月在Windows平台推出本作的资料片《落银城：大地觉醒》（Silverfall: Earth Awakening），同年3月推出包含本体和资料片的“落银城：黄金版”。
落银城与暗黑破坏神、暗黑破坏神II有着很多相似点。曾被人称为单机版的魔兽世界。

## 系统

### 角色
游戏开始时，玩家可以在人类（Human）、精灵（Elf）、洞穴巨人（Troll）、哥布林（Goblin）这四种种族中选择一个作为自己角色的种族，并可选择包括战士、弓箭手、魔法师等职业在内的任一种职业。本作支持可选角色性别。

## 评价
本作在GameRankings的评分为62.61%，在Metacritic的评分为62/100。评价差强人意。